# جولیانا کاردوسو
جولیانا کاردوسو (انگلیسی: Juliana Cardoso؛ زادهٔ ۲۲ اکتبر ۱۹۷۹) سیاستمدار و فعال حقوق بشر اهل برزیل است. او عضو شورای شهر سائوپائولو از حزب کارگر برزیل است.